# 拟南牛肝菌属
拟南牛肝菌属（学名：Pseudoaustroboletus）是牛肝菌科下的一个属。

## 下属物种
本属包括以下物种：
- 拟南牛肝菌 Pseudoaustroboletus valens (Corner) Y.C.Li & Zhu L.Yang